# Tau Ophiuchi
Tau Ophiuchi (69 Ophiuchi) é uma estrela na direção da constelação de Ophiuchus. Possui uma ascensão reta de 18h 03m 04.91s e uma declinação de −08° 10′ 48.9″. Sua magnitude aparente é igual a 4.77. Considerando sua distância de 170 anos-luz em relação à Terra, sua magnitude absoluta é igual a 1.19. Pertence à classe espectral F5V+....